# Stade international Cheikh-Khalifa
 (mars 2025).
Si vous disposez d'ouvrages ou d'articles de référence ou si vous connaissez des sites web de qualité traitant du thème abordé ici, merci de compléter l'article en donnant les références utiles à sa vérifiabilité et en les liant à la section « Notes et références ».
Le stade international Cheikh-Khalifa (en arabe : استاد خليفة بن زايد) est un stade de football à multi-usages, principalement utilisé pour les rencontres de football. Il est situé à Al-Aïn, aux Émirats arabes unis et a une capacité d'accueil de 12 000 spectateurs.

## Histoire
Il a été construit en 1996 et accueille les rencontres à domicile du Al-Aïn Football Club.
L'enceinte a notamment accueilli des rencontres de la Coupe du monde des moins de 20 ans 2003.

## Compétitions internationales organisées
- Coupe du monde des moins de 20 ans 2003
- Coupe d'Asie des nations 2019